# Albert Vermeij
Albert Vermeij (Dordrecht, 26 januari 1924 – Rotterdam, 8 januari 2002) was een Nederlands politiefunctionaris.
Hij groeide op in Rotterdam waar zijn vader, Antonie Vermeij, in 1928 ging werken bij de politie. Na de hbs ging hij studeren aan de Nederlandse Economische Hogeschool (later opgegaan in de Erasmus Universiteit Rotterdam) maar in 1942 besloot hij die opleiding voortijdig te beëindigen omdat hij weigerde de Duitse loyaliteitsverklaring voor studenten te ondertekenen waarna hij moest onderduiken. Kort na de Tweede Wereldoorlog trad hij in de voetsporen van zijn vader en ging hij werken bij de Rotterdamse politie. Hij begon als adjunct-inspecteur maar na het behalen van het  inspecteurs diploma werd hij in 1955 gepromoveerd tot inspecteur en vier jaar later tot hoofdinspecteur. In 1967 werd Vermeij commissaris en in 1972 werd hij de opvolger van de met pensioen gaande Rotterdamse hoofdcommissaris A. Wolters. Na twaalf jaar die functie te hebben uitgevoerd ging hijzelf in februari 1984 met pensioen en werd hij bij Koninklijk Besluit benoemd tot Ridder in de Orde van de Nederlandse Leeuw.
Begin 2002 overleed hij op 77-jarige leeftijd.